# Bilgəh
Bilgəh (auch Bilgah) ist eine Siedlung (qəsəbə) auf der Halbinsel Abşeron in Aserbaidschan. Sie gehört zum Stadtbezirk Sabunçu der Hauptstadt Baku. Die Siedlung hat 8.700 Einwohner (Stand: 2021). 2018 betrug die Einwohnerzahl etwa 8.600. Bilgəh ist administratives Zentrum des Stadtbezirks Sabunçu.
Das Klima von Bilgəh ist subtropisch trocken.  Es gibt ein Sanatorium für Kardiologie in Bilgəh.